# Vänersborgs distrikt
Vänersborgs distrikt är ett distrikt i Vänersborgs kommun och Västra Götalands län.
Distriktet ligger i centrala och västra delen av och väster och norr om Vänersborg.

## Tidigare administrativ tillhörighet
Distriktet inrättades 2016 och utgörs av en del av området som före 1971 utgjorde Vänersborgs stad, delen som staden utgjorde före 1952 samt före 1945 en del av Vassända-Naglums socken. Dessutom från 1970-talet en del av Frändefors socken (Katrinedal)
Området motsvarar den omfattning Vänersborgs församling hade 1999/2000 och fick på 1970-talet.